# Museo (autore mitico)
Museo (in greco antico: Μουσαῖος?, Mūsàios) è un personaggio leggendario associato ad Orfeo.

## Il personaggio tra mito e realtà storica
Le notizie su Museo sono diverse e spesso contrastanti, ma non si sa nulla della sua vita: il suo nome significa "appartenente alle Muse" e gli studiosi moderni tendono a vedere in Museo un personaggio inventato per offrire la paternità a vari scritti orfici non attribuiti a Orfeo.
La Suda e Clemente Alessandrino lo ricordano come un poeta molto antico, che visse ai tempi di Cecrope II o di Acrisio; secondo Sesto Empirico visse prima di Omero, mentre secondo due Vitae omeriche Museo fu un suo predecessore. A seconda delle fonti è figlio di Orfeo oppure discepolo di questo e figlio di Selene oppure maestro di Orfeo oppure ancora figlio di Antiofemo; la mitologia narra sia stato cresciuto dalle ninfe. Non vi è una tradizione coerente neppure sulla provenienza: sarebbe di Atene o trace o nato ad Eleusi. L'associazione ad Eleusi è attestata anche in altri modi: secondo alcuni autori avrebbe presieduto ai misteri eleusini, mentre secondo altri sarebbe stato suo figlio Eumolpo (presentato più spesso come figlio di Poseidone) ad istituirli.
A Museo, poeta e divinatore, la tradizione attribuisce oracoli, una Titanomachia, un Inno a Demetra, un poema di 4000 versi ricordato come Consigli (al figlio Eumolpo), una Eumolpia, una Sfera, un libro Sui Tesproti e l'introduzione dell'Attica dei misteri d'Eleusi. Delle opere attribuitegli si sono conservati pochi frammenti poetici di argomento teogonico e mitologico.
Secondo Giorgio Colli la figura di Museo potrebbe essersi originata isolando gli elementi apollinei della figura dominante di Orfeo, che si sarebbe così caratterizzata più compiutamente in senso dionisiaco.
Nell'Eneide di Virgilio Enea e la Sibilla incontrano Museo nei Campi Elisi, tra gli spiriti beati più degni, "che svetta con ampie spalle" (VI, 660-678). E sarà lui, su richiesta della Sibilla, a guidarli verso il sentiero che li condurrà ad Anchise. Museo spiega loro anche la non stabile sede delle anime del luogo (nulli certa domus), e la loro collocazione sparsa tra ameni e confortevoli luoghi naturali (...lucis habitamus opacis / riparumque toros et prata recentia rivis / incolimus).